# 郑英澜
郑英澜，生于同治八年(己巳年,公元1869年)十一月十五日，派名安济，号海航，字瀚清。民国初年东北奉天省议会参议员、教育厅厅长。他对于民国初期东北教育、工业、慈善事业的发展有较大贡献。

## 家世
郑英澜的曾祖父郑天全(号纯和)诰封奉直大夫，祖父郑德举(号慎一)官为内务府副司库，父亲郑世珍(号农公)为国子监太学生。郑英澜精于书法、诗律、制艺，清末著有多部文集及乡土志，曾在直隶吴桥县署办理公牍。

## 生平
郑英澜于民国初年出任奉天省议会参议员、教育厅厅长。奉天省政府多次指出，东北地位特殊，南狼北虎，处于日、俄侵略的前沿，对实业和教育不得不极为重视。1916年10月奉天省议会讨论《整顿学务以储人才案》，郑英澜提出:“学务为造就人才之所，振兴国家之基，关系最重。而奉天地处特别，若不从整顿入手更无以希望将来。”郑英澜一方面要整顿学务积弊，剔除办学人员的奢靡之风和对校务的漫不经心，一方面要广筹经费，扩充基础教育，以求教育普及。郑英澜又提出“欲强国必先使人民皆有普通知识，而求此知识非学校不为功。” 鉴于高小毕业生日益增多，应在各县添设普通中学，在商埠筹设实业中学，为上级学校和振兴实业广储人才。应在发展中等教育的同时，成立高等师范和东三省大学，培养专门人才。郑英澜最早倡议在东北创建综合性大学，对此，张作霖非常赞成。1923年，东北大学正式成立，奉天省长王永江兼任首任校长。1925年，新校舍建成，其规模和功能在国内亦是首屈一指。
1919年张作霖听从奉天省代省长王永江的建议，决定在省城奉天市筹设官商合办的纺纱厂生产“洋布”。郑英澜参与实业兴国，于1919-1921年筹建奉天纺纱厂(其旧址位于辽宁省沈阳市和平区)并任协理，缓解第一次世界大战后纺布奇缺及对的“洋布”依赖。奉天纺纱厂成为中国东北地区在近代最早，规模最大的具有现代工业意义的民族棉纺企业。
郑英澜亦致力于慈善事业，于民国十三年（1924年）主导重新设立营口救济院（也称同善堂），1925年继张兆福后任第二任堂长并主各项事务。营口救济院设文牍、会计、庶务及贫民习艺贫民栖流、病丐疗养、贫民收容、妓女济良等所。

## 家庭
郑英澜长子郑联桂民国初年毕业于奉天法政学堂，在担任民事审判庭庭长后成为东北知名律师。郑英澜次子郑秉桂先后担任哈尔滨、延安、扶风、天水等地邮局局长。郑英澜长孙郑孝燮是中国著名城市规划与建筑学家、古建与文物保护专家。